# كافاريا كون بريميدزو
كافاريا كون بريميدزو هي بلدية في مقاطعة فريزة في منطقة لومبارديا الإيطالية، وتقع على بعد حوالي 40 كم شمال غرب ميلانو وحوالي 13 كم جنوب فريزة.
تحد كافاريا كون بريميدزو البلديات التالية: بيسنياتي، كاسانو ماجناجو، جالاراتي، جيراجو كون أوراكو، أودجيونا كون سانتو ستيفانو.
يخدمها محطة قطار كافاريا-أودجيونا-جيراجو.